# Поклонението на пастирите (Гирландайо)
„Поклонението на пастирите“ (на италиански: Adorazione dei pastori) е картина на италианския ренесансов художник Доменико Гирландайо, нарисувана през 1485 г., изобразяваща сцената „Поклонение на пастирите на младенеца Исус“, съобразно библейското и описание. Изображението е с размери 167 Х 167 см. и се намира в олтара на Капела Сасети в базиликата „Санта Тринита“ във Флоренция.

## Композиция
На преден план върху цветна поляна е изобразена Мария с бебето Исус, което лежи на дрехата и, в сянката на древен римски саркофаг, който служи като ясли за вола и магарето. Зад саркофага е изобразен Йосиф, който гледа приближаващото шествие, а вдясно от него са тримата овчари. В първия пастир, този, който сочи с ръка към детето, Гирландайо е нарисувал своя автопортрет.
Седлото и кожения мех са препратки към предприетото от Мария и Йосиф пътуване. Трите камъка на преден план, дялания камък и тухлите, са препратка към семейство Сасети и човешката дейност. Над тях е нарисуван щиглец, символ на страстта и възкресението на Христос.
Триумфалната арка изобразява преминаването на шествието на влъхвите, символично оставящо зад себе си езическата епоха. От ляво, първите двама мъдреци са вече съвсем близо и гледат към светлината от кометата, която може да се види над сламения покрив, който се крепи върху монументални римски колони, една от които носи латинския надпис MCCCCLXXXV (означаващ датата 1485).
На заден план, са изобразени останалите овчарите и стадата им, а над тях в небето е ангелът, обявяващ раждането на Господа.
Картината е нарисувана с голям реализъм, и в нея се долавя безспорното влияние на „Триптиха Портинари“ на фламандския художник Хюго ван дер Гус, нарисуван през 1475 г.